# Michael Lilander
Michael Lilander (Tallinn, Estonia, 20 de junio de 1997) es un futbolista estonio. Su posición es la de defensa y su club es el Paide Linnameeskond de la Meistriliiga.

## Selección nacional

### Participaciones en selección nacional
| Torneo                                                       | Categoría | Sede    | Resultado    | Partidos | Goles |
| ------------------------------------------------------------ | --------- | ------- | ------------ | -------- | ----- |
| Fase de clasificación para el Campeonato Europeo Sub-19 2017 | Sub-19    | Georgia | No clasificó | 1        | 0     |
| Fase de clasificación para la Eurocopa Sub-21 de 2019        | Sub-21    | Italia  | No clasificó | 8        | 1     |
| Liga de Naciones de la UEFA 2020-21                          | Absoluta  | Europa  | Descenso     | 3        | 0     |

## Estadísticas

### Clubes
Actualizado al último partido jugado el 7 de junio de 2023.
| Paide Estonia | 1.ª                 | 2015                | 28  | 0  | 2  | 0 | -  | - | 30  | 0  | 0,00 |
| Paide Estonia | 1.ª                 | 2016                | 34  | 0  | -  | - | -  | - | 34  | 0  | 0,00 |
| Paide Estonia | 1.ª                 | 2017                | 34  | 6  | 2  | 0 | -  | - | 36  | 2  | 0,06 |
| Paide Estonia | 1.ª                 | 2018                | 23  | 2  | 1  | 0 | -  | - | 24  | 2  | 0,08 |
| Paide Estonia | Total               | Total               | 119 | 8  | 5  | 0 | 0  | 0 | 124 | 8  | 0,06 |
| FC Flora II Tallinn Estonia | 2.ª                 | 2019                | 5   | 0  | -  | - | -  | - | 5   | 0  | 0,00 |
| FC Flora II Tallinn Estonia | Total               | Total               | 5   | 0  | 0  | 0 | 0  | 0 | 5   | 0  | 0,00 |
| FC Flora Tallin Estonia | 1.ª                 | 2019                | 12  | 0  | 1  | 0 | -  | - | 13  | 0  | 0,00 |
| FC Flora Tallin Estonia | 1.ª                 | 2020                | 26  | 1  | 3  | 0 | 4  | 1 | 33  | 2  | 0,06 |
| FC Flora Tallin Estonia | 1.ª                 | 2021                | 28  | 1  | 5  | 0 | 14 | 0 | 47  | 1  | 0,03 |
| FC Flora Tallin Estonia | 1.ª                 | 2022                | 36  | 1  | 3  | 0 | 2  | 1 | 41  | 2  | 0,05 |
| FC Flora Tallin Estonia | 1.ª                 | 2023                | 12  | 1  | 3  | 0 | -  | - | 15  | 1  | 0,07 |
| FC Flora Tallin Estonia | Total               | Total               | 114 | 4  | 15 | 0 | 20 | 2 | 149 | 6  | 0,04 |
| Total en su carrera | Total en su carrera | Total en su carrera | 238 | 12 | 20 | 0 | 20 | 2 | 278 | 14 | 0,05 |
| (1) Incluye datos de Copa de Estonia y Supercopa de Estonia. (2) Incluye datos de Liga de Campeones de la UEFA y Liga Europa de la UEFA. (3) No incluye goles en partidos amistosos. |                     |                     |     |    |    |   |    |   |     |    |      |

### Selección de Estonia
Actualizado al último partido jugado el 19 de noviembre de 2022.
| Selección        | Año   | Eliminatorias | Eliminatorias | Eliminatorias | Continental | Continental | Continental | Mundial | Mundial | Mundial | Amistosos | Amistosos | Amistosos | Total | Total | Total  | Media goleadora |
| Selección        | Año   | Part.         | Goles         | Asist.        | Part.       | Goles       | Asist.      | Part.   | Goles   | Asist.  | Part.     | Goles     | Asist.    | Part. | Goles | Asist. | Media goleadora |
| ---------------- | ----- | ------------- | ------------- | ------------- | ----------- | ----------- | ----------- | ------- | ------- | ------- | --------- | --------- | --------- | ----- | ----- | ------ | --------------- |
| Absoluta Estonia |       |               |               |               |             |             |             |         |         |         |           |           |           |       |       |        |                 |
| 2017             | —     | —             | —             | —             | —           | —           | —           | —       | —       | 1       | 0         | 0         | 1         | 0     | 0     | 0      |                 |
| 2018             | —     | —             | —             | —             | —           | —           | —           | —       | —       | 1       | 0         | 0         | 1         | 0     | 0     | 0      |                 |
| 2020             | —     | —             | —             | 3             | 0           | 0           | —           | —       | —       | 2       | 0         | 0         | 5         | 0     | 0     | 0      |                 |
| 2021             | 4     | 0             | 2             | —             | —           | —           | —           | —       | —       | 2       | 0         | 0         | 6         | 0     | 2     | 0      |                 |
| 2022             | —     | —             | —             | —             | —           | —           | —           | —       | —       | 2       | 0         | 0         | 2         | 0     | 0     | 0      |                 |
| Total            | 4     | 0             | 2             | 3             | 0           | 0           | 0           | 0       | 0       | 8       | 0         | 0         | 15        | 0     | 2     | 0      |                 |
| Total            | Total | 4             | 0             | 2             | 3           | 0           | 0           | 0       | 0       | 0       | 8         | 0         | 0         | 15    | 0     | 2      | 0               |
| 1. 2.            |       |               |               |               |             |             |             |         |         |         |           |           |           |       |       |        |                 |

## Palmarés

### Títulos nacionales
| Título               | Club            | País    | Año  |
| -------------------- | --------------- | ------- | ---- |
| Meistriliiga         | FC Flora Tallin | Estonia | 2019 |
| Copa de Estonia      | FC Flora Tallin | Estonia | 2020 |
| Supercopa de Estonia | FC Flora Tallin | Estonia | 2020 |
| Meistriliiga         | FC Flora Tallin | Estonia | 2020 |
| Supercopa de Estonia | FC Flora Tallin | Estonia | 2021 |
| Meistriliiga         | FC Flora Tallin | Estonia | 2022 |